# Isidore de Scété
Pour les articles homonymes, voir Saint Isidore.
Isidore de Scété ou Isidore l'hospitalier, né à Alexandrie vers 318 et mort entre 390 et 404, est un prêtre égyptien et ascète du désert reconnu saint par les Églises catholique et orthodoxe.

## Biographie
Isidore est l'un des Pères du désert et est un compagnon de Macaire de Scété. Jean Cassien l'énumère comme le chef de l'une des quatre communautés monastiques de Scété.
Saint Athanase le charge de la direction d'un hospice pour les voyageurs pauvres.
Le Martyrologe romain décrit le bienheureux Isidore comme réputé pour sa sainteté de vie, sa foi et ses miracles. Son jour de fête est le 15 janvier.
Grand défenseur de Saint Athanase contre les Ariens, il est lui-même persécuté.